# Christie-upphängning
Christie är en typ av hjulupphängning som utvecklades under 1920-talet av den amerikanske uppfinnaren och konstruktören John Walter Christie, och som beviljades patent 1931. Systemet var huvudsakligen en typ av upphängningssystem för stridsvagnar som Christie själv utvecklat. Systemet medgav väsentligt längre fjädringsväg än tidigare system, vilket gjorde att de stridsvagnar han utvecklade kunde köras snabbare i terräng, samtidigt som de fick en lägre profil. Systemet användes för första gången i modellen M1928, och användes i alla hans konstruktioner fram tills hans död 1944.

Christie-upphängning med vertikalt arrangerad fjäder som den beskrevs i hans patent 1931:När fordonets hjul (3) pressas upp av ett hinder så rör sig den länkarm (1) den är monterad på uppåt, och roterar kring den punkt där länkarmen är fastsatt i fordonets kaross. Denna rörelse trycker ihop fjädern (2), dock med en rörelselängd som är mindre än hjulets rörelse.

Christie-upphängdning med horisontellt liggande fjäder, med fordonshjul (1), fjäder (2) och länkarm (3).

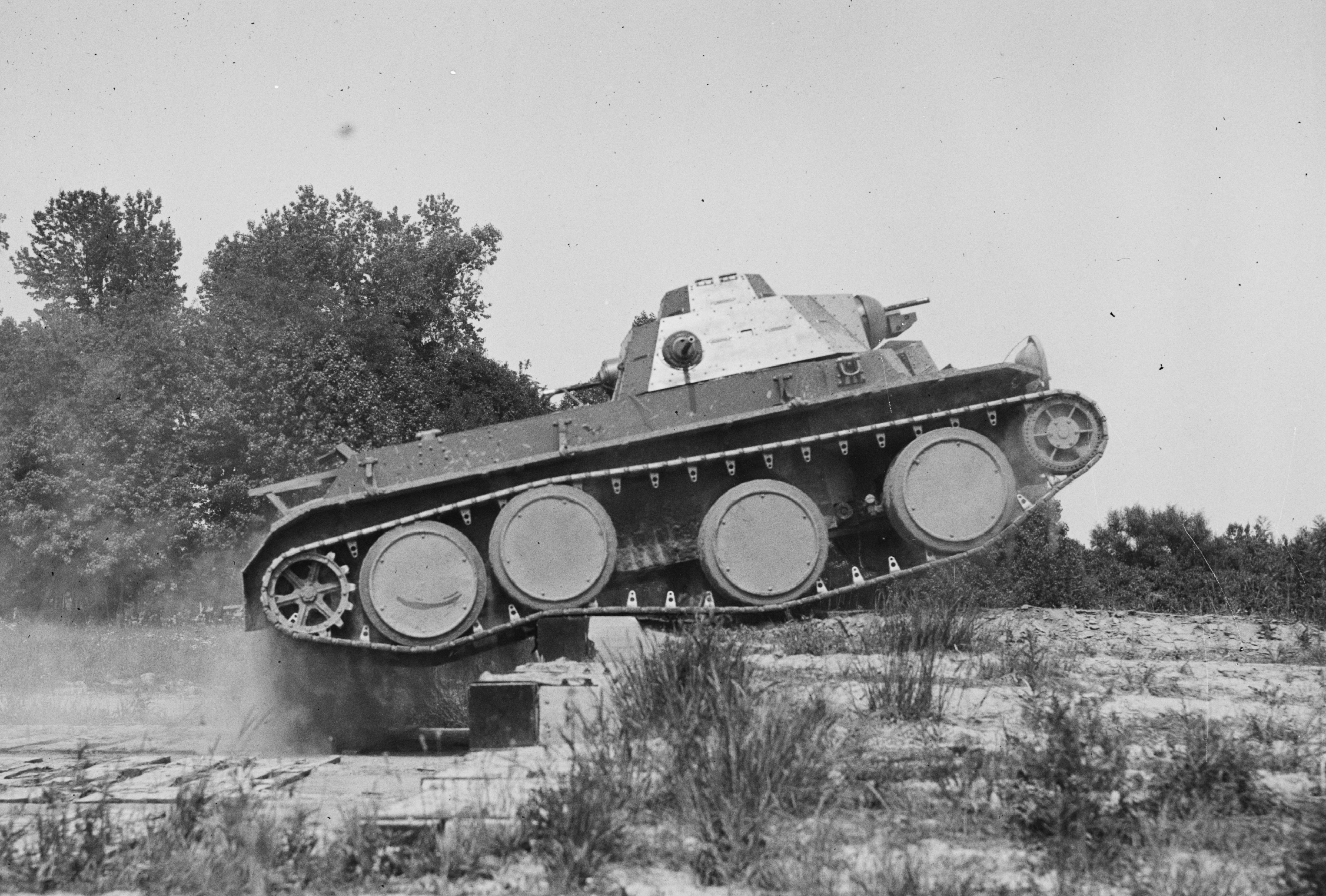
T3E2-stridsvagn med Christie-upphängning som passerar ett hinder under ett test 1936.

Christie förespråkade snabba, lätta stridsvagnar med stor räckvidd, tänkta att penetrera fiendens linjer och angripa hans infrastruktur och logistiska organisation. De tidiga modellerna under 1920-talet hade problem vid terrängkörning, mycket på grund av bristande flexibilitet i deras hjulupphängningar, vilket ledde Christie till att arbeta med nya lösningar. Problemen berodde till stor del på det begränsade utrymme som fanns tillgängligt för fjädrarnas rörelse. För en fjädringsväg på 25 cm krävdes sammanlagt mellan 50 och 75 cm utrymme i höjdled för fjäder och stag av traditionell typ, vilket hans små och lätta stridsvagnar helt enkelt inte hade plats för.
Begränsningarna av tillgängligt utrymme i vertikalled kommer bland annat av en önskan att begränsa stridsvagnars höjd för att minska träffytan för fientlig beskjutning.

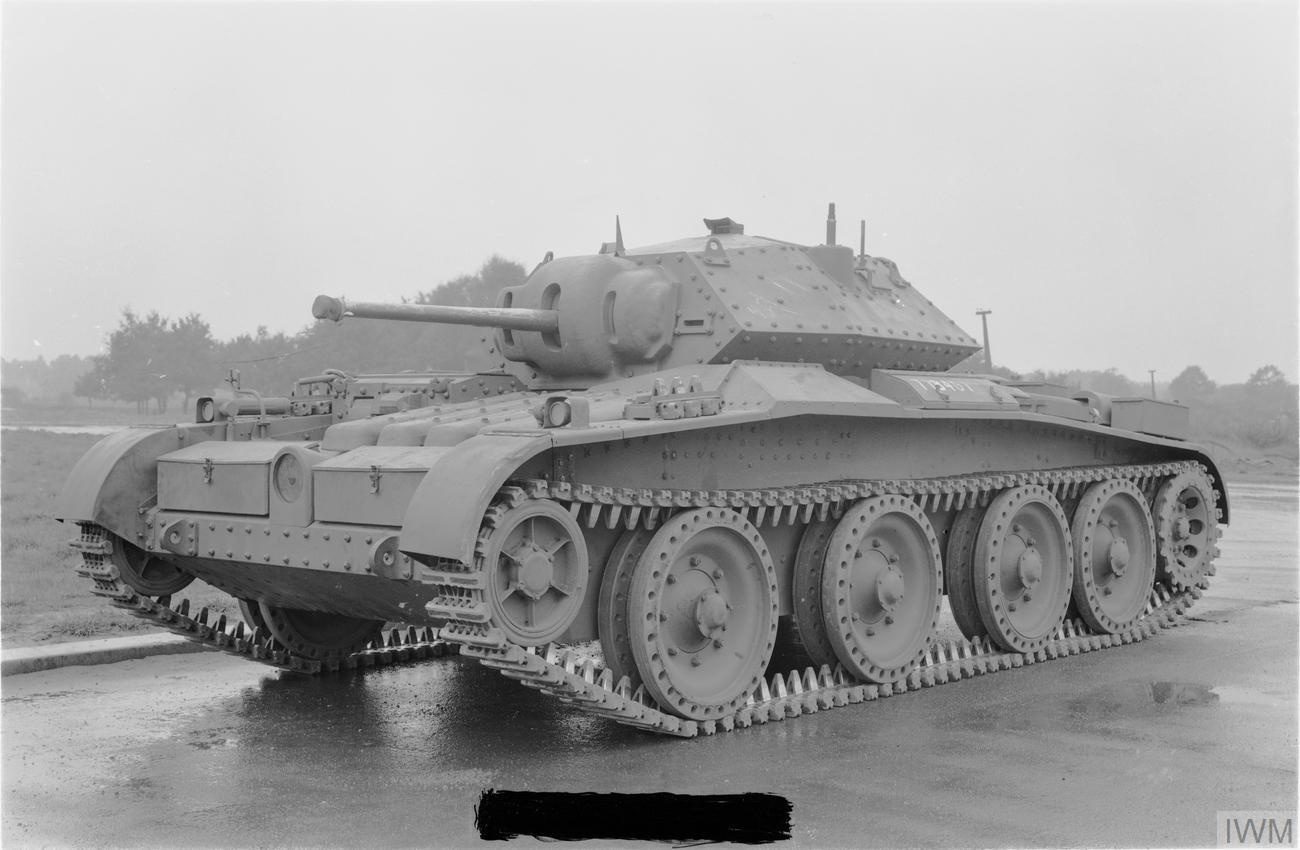
En brittisk Covenanter med Christie-system.

Lösningen var ett system där varje hjul hade individuell fjädring, där varje hjul fästes i änden av en länkarm infäst i chassit, och där fjädern fästes mellan hjulet och länkarmens pivotpunkt. Genom hävstångsverkan blev då fjäderns rörelse betydligt mindre än hjulets vilket minskade utrymmesbehovet för fjädern. För att ytterligare minska utrymmesbehovet i vertikalled kunde fjädern placeras diagonalt eller helt horisontellt och ansluta till länkarmen via en L-formad infästning i denna (eng. bell crank) som överförde den vertikala rörelsen i horisontalled.
I Christies patentansökan från 1931 är fjädrarna för en skiss-artad stridsvagn arrangerade horisontellt för den främsta och bakersta hjulaxeln, medan övriga är arrangerade vertikalt.
Resultatet var en avsevärd ökning av fjädringsvägen, från 10 cm i de ursprungliga modellerna, till 25 cm i M1928, 35 cm i M1930 och 60 cm i M1932. Även om Christies egna modeller aldrig massproducerades så fick upphängningssystemet stor spridning, framförallt i den sovjetiska T-34 och BT-serien, där fjädrarna arrangerades vertikalt eller något lutade.
En annan funktion som var typisk för Christies modeller var den 'konvertibla' driften: möjligheten att ta bort larvbanden för körning på väg, vilket medgav högre hastigheter, mindre förslitning av banden och större räckvidder. Christie använde mycket stora gummiskodda hjul utan återförare för banden. Larvbanden på 1930-talet hade stora mittenkuggar, och därför använde man dubbla hjul så att mittentänderna kunde löpa mellan hjulen. Den konvertibla driften användes på den sovjetiska BT-serien, men eftersom fördelarna inte uppvägde det extra utrymme som krävdes i vagnen så försvann systemet i och med T-34.
Gummiskodda bärhjul började snabbt användas på nästan alla samtida stridsvagnar, eftersom de gjorde att banden inte slets lika fort.  De stora hjulen och de "hängande" banden är typiska för Christie-upphängningen, men många modeller identifieras felaktigt som Christie-konstruktioner. Christies egen konstruktion användes bara i ett fåtal modeller, främst den sovjetiska BT-serien, T-34, de brittiska Cruiser-stridsvagnarna, inklusive A-13, Coventanter, Crusader och Cromwell, samt i vissa experimentella italienska modeller.